# Así es como suena: folk joven
Así es cómo suena: folk joven es una maqueta de la banda de rock celta vallisoletana Celtas Cortos.

## Características
El denominado "disco cero" por parte de los integrantes de la banda fue posible gracias a que los mismos asistieron y ganaron en 1987 un concurso al que se presentaron bajo el nombre de Colectivo Eurofolk. 
El premio del concurso era la grabación de un disco, que finalmente tuvieron que compartir junto a otras dos bandas: Ágora y Yedra. Las canciones incluidas por su parte en el disco se hicieron bajo el nombre de Celtas Cortos, en un guiño a la conocida marca de tabaco.
Del disco sólo se distribuyeron 500 copias que nunca se pusieron a la venta, sino que se distribuyeron de forma promocional, por lo que con el paso del tiempo se ha convertido en una pieza de coleccionistas.
Los temas del disco se han publicado posteriormente. Duendes y Riaño vivo se publicaron en el siguiente álbum de la banda (que grabaron ya en solitario): Salida de emergencia. Mientras que el tema Buscando el norte se publicó en el recopilatorio 20 soplando versos.

## Canciones
1. Duendes. Celtas Cortos
2. Riaño Vivo. Celtas Cortos
3. Buscando el Norte. Celtas Cortos
4. Anda, Majo, Remajo. Yedra
5. Jotillas de Palentinos. Yedra
6. Decía Que la Quería. Yedra
7. La Taberna de Txacoli. Agora
8. El Orador de los Soles. Agora

Músicos de Celtas Cortos que participaron en el álbum:
- Luis M. de Tejada – Violín,
- Carlos Soto – Flauta travesera y punteiro,
- Gregorio Yeves – Flautas de pico y saxo tenor,
- César Cuenca – Guitarras eléctrica y acústica,
- Fernando Gómez – Teclados,
- Jesús H. Cifuentes – Voz, guitarras eléctrica y acústica,
- Oscar G. Martín – Bajo eléctrico,